# Ліва партія (Франція)
Ліва партія (фр. Parti de Gauche, PG) — французька демократична соціалістична політична партія. Партія була створена у грудні 2008 році членами лівого крила Соціалістичної партії, які вийшли із партії після з'їзду у Реймсі. До них приєдналися деякі члени Партії Зелених Партія має 3 місця із 577 у Національних зборах, 2 місця із 343 у Сенаті та 1 місце із 72 виділених для Франції в Європарламенті (входить до фракції Європейські об'єднані ліві/Ліво-зелені Півночі).
На виборах до Європарламенту у 2009 році партія брала участь у блоці Лівий фронт разом із комуністами і унітарними лівими.
У листопаді 2013 року приєдналась до кампанії бойкоту, позбавлення прав і санкції щодо Ізраїлю.